# Hounslow
Hounslow és un districte londinenc, Anglaterra. Exactament de l'àrea coneguda com a Oest de Londres. El districte de Hounslow està format pels següents barris:
- Brentford
- Chiswick
- Cranford
- East Bedfont
- Feltham
- Grove Park
- Gunnersbury
- Hanworth
- Hatton
- Heston
- Hounslow
- Hounslow West
- Isleworth
- Lampton
- Lower Feltham
- North Hyde
- Osterley
- Spring Grove
- Woodlands

A la vegada el districte de Housnlow està dividit en cinc àrees o circumscripcions electorals del districte: Chiswick, Central Hounslow, Isleworth and Brentford, Heston and Cranford i West.